# 塞尔热农
塞尔热农（法語：Sergenon，法語發音：[sɛʁʒənɔ̃]）是法国汝拉省的一个市镇，属于隆斯勒索涅区。

## 地理
塞尔热农（46°54'14"N, 5°27'23"E）面积3.88 平方千米，位于法国勃艮第-弗朗什-孔泰大區汝拉省，该省份为法国东部内陆省份，北起上索恩省，西北接科多尔省，西临索恩-卢瓦尔省，南至安省，东与杜省和瑞士接壤。
与塞尔热农接壤的市镇（或旧市镇、城区）包括：比耶夫莫兰、谢讷贝尔纳、莱德费、普勒尔、里村、塞尔热诺。

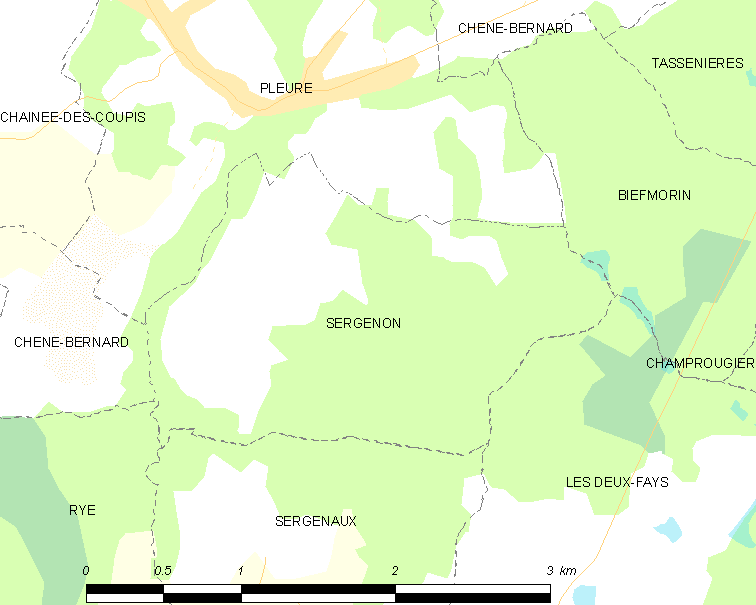
塞尔热农的OSM定位图

塞尔热农的时区为UTC+01:00、UTC+02:00（夏令时）。

## 行政
塞尔热农的邮政编码为39120，INSEE市镇编码为39512。

## 政治
塞尔热农所属的省级选区为布莱特朗县。

## 人口

1962-2008年间塞尔热农人口变化图示

塞尔热农于2022年1月1日时的人口数量为57人。